# Excalibur Hotel and Casino
Excalibur Hotel and Casino – hotel i kasyno położone przy Las Vegas Strip w Paradise, w stanie Nevada, będący własnością korporacji MGM Resorts International.
Excalibur, nazwany na cześć legendarnego miecza króla Artura, wykorzystuje arturiańskie motywy na kilkanaście sposobów. Fasada obiektu stylizowana jest na wzór zamku. Do 2007 roku na jednej z wież budynku znajdował się posąg czarodzieja, symbolizujący Merlina, jednak został on usunięty i zastąpiony reklamą Dick's Last Resort.
Excalibur położony jest w części Las Vegas Boulevard, zwanej Tropicana. Obszar ten jest tak ruchliwy, że piesi mają całkowity zakaz poruszania się po drodze i jej otoczeniu. Z tego względu Excalibur połączony jest z pobliskimi kasynami mostami, po których mogą przemieszczać się odwiedzający. Kompleks oferuje również darmowy tramwaj, który kursuje do siostrzanych własności MGM Mirage: Luxor i Mandalay Bay. W 2007 roku 2000 pokoi hotelowych przeszło gruntowną renowację. W tym samym okresie odnowiono również baseny znajdujące się w Excaliburze.

## Historia

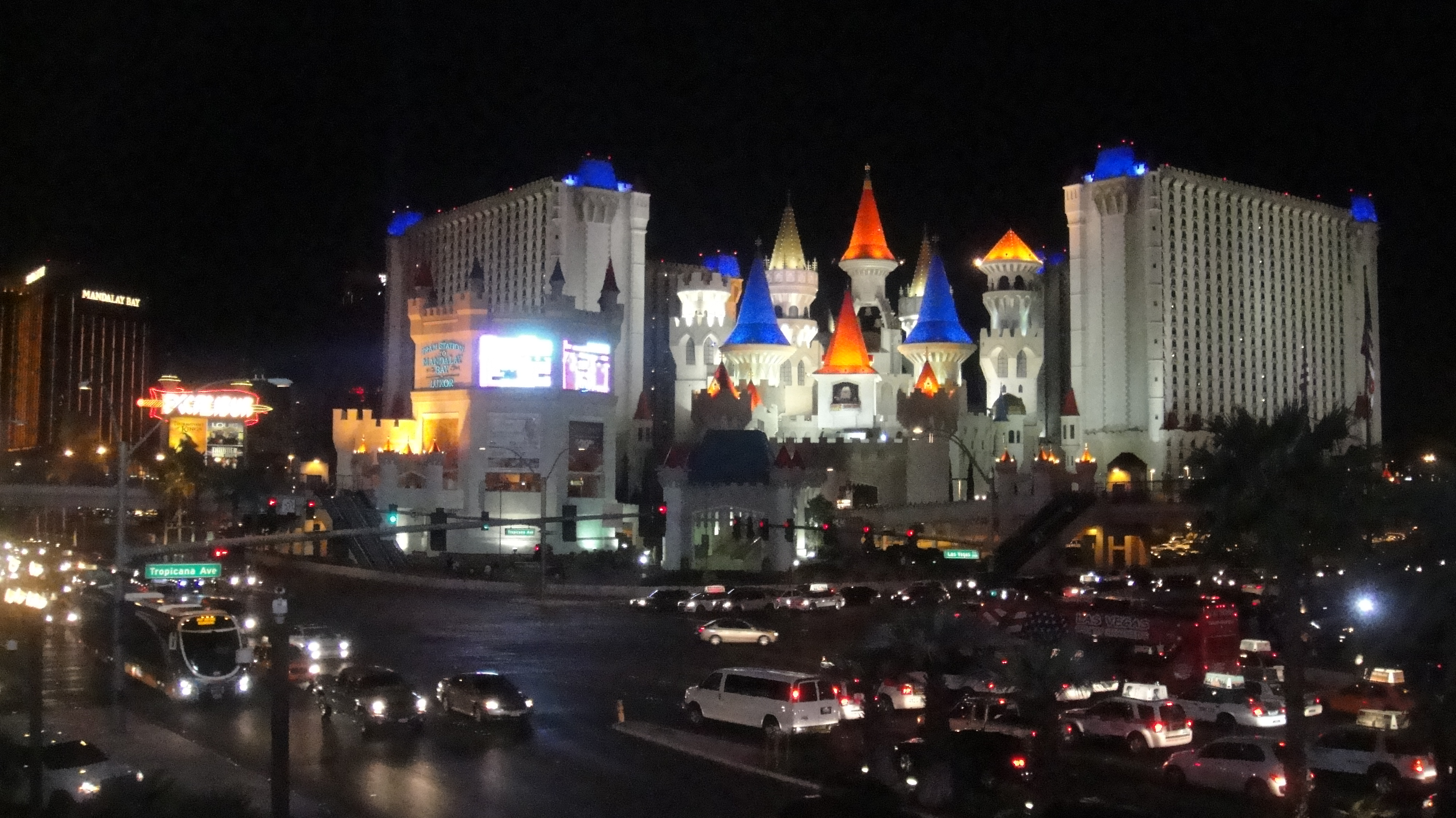
Widok na Excalibur z Tropicana Avenue

Excalibur został otwarty 19 czerwca 1990 roku, zaś jego właścicielem była korporacja Circus Circus. W chwili otwarcia, obiekt stanowił największy hotel na świecie. 21 marca 2003 roku w kompleksie padła ówcześnie rekordowa, największa na świecie wygrana w jackpota: ponad 39,7 mln dolarów.
26 kwietnia 2005 roku Excalibur został wykupiony przez MGM Resorts International.
W 2007 roku większość średniowiecznych elementów wystroju i pomników została usunięta z obiektu. W tym celu przeprowadzano m.in. aukcje i tzw. sprzedaże garażowe. W Excaliburze pozostała zaledwie mała część dekoracji z tamtego okresu.

## Excalibur w mediach
- South Park: "It Hits the Fan"
- Grand Theft Auto: San Andreas jako hotel Come-A-Lot
- Driver 2
- Fear Factor
- Top Chef